# 16015 Snell
16015 Snell este un asteroid din centura principală de asteroizi.

## Descriere
16015 Snell este un asteroid din centura principală de asteroizi. A fost descoperit pe 10 februarie 1999 la Socorro, New Mexico, în cadrul proiectului LINEAR. Asteroidul prezintă o orbită caracterizată de o semiaxă mare de 3,14 ua, o excentricitate de 0,14 și o înclinație de 1,9° în raport cu ecliptica.